# Hans Ernst von Hardenberg
Hans Ernst von Hardenberg, seit 1778 Graf von Hardenberg (* 30. Januar 1729 in Marienstein; † 14. Oktober 1797 in Hardenberg) war ein deutscher Politiker, Gesandter und Freimaurer.

## Leben
Hans Ernst von Hardenberg entstammte dem niedersächsischen Adelsgeschlecht derer von Hardenberg und wurde als Sohn von Fritz-Dietrich von Hardenberg (1674–1739) und Lucie Magdalene von Hardenberg geb. von Grote aus dem Hause Schnega (1686–1757) geboren. Er entstammte dem so genannten hinteren Haus Hardenberg, der späteren dritten Linie Alt-Hardenberg. Er wurde am 8. März 1778 mit seinen Kindern in den erblichen Reichsgrafenstand erhoben.
Seit 1747 diente Hardenberg als Hofjunker, von 1751 bis 1769 als Kammerjunker und war 1755 ritterschaftlicher Deputierter des Göttingischen Quartiers der Calenbergischen Landschaft. 1757 wurde er zum Geheimer Legationsrat, 1765 zum callenbergischen Land- und Schatzrat ernannt, und er beriet die hannöversche Delegation in London. 1776 erwarb Hardenberg das Gut Schnedinghausen; dort legte er eine Mühle, eine Brauerei und eine Brennerei an.
1752 heiratete er Anna Eleonore Katharina von Wangenheim (* 19. November 1731 in Hannover; † 11. März 1786 in Hardenberg), die junge Witwe des Generals Johann Georg von Ilten. Aus der Ehe gingen neun Kinder hervor, die den Grafentitel weiterführten. Die bekanntesten sind: August Wilhelm Karl (1752–1824), Ernst Christian Georg August (1754–1827) und Karl Philipp (1756–1840).

## Freimaurerei
Hans Ernst von Hardenberg war ein Mitglied im Bund der Freimaurer. Seine Mutterloge war die Minerva zu den drei Palmen in Leipzig, in die er am 25. Oktober 1746 aufgenommen wurde. Von 1747 bis 1749 bekleidete er dort das Amt des Meisters vom Stuhl. Am 29. Januar 1746 nahm Hardenberg auch an der Einweihung der Freimaurerloge Friedrich (heute Friedrich zum weißen Pferd) in Hannover teil.

## Ehrungen
- Ritter des hessen-kasselischen Hausordens vom Goldenen Löwen[2] 25. August 1773